# Kroppkaka

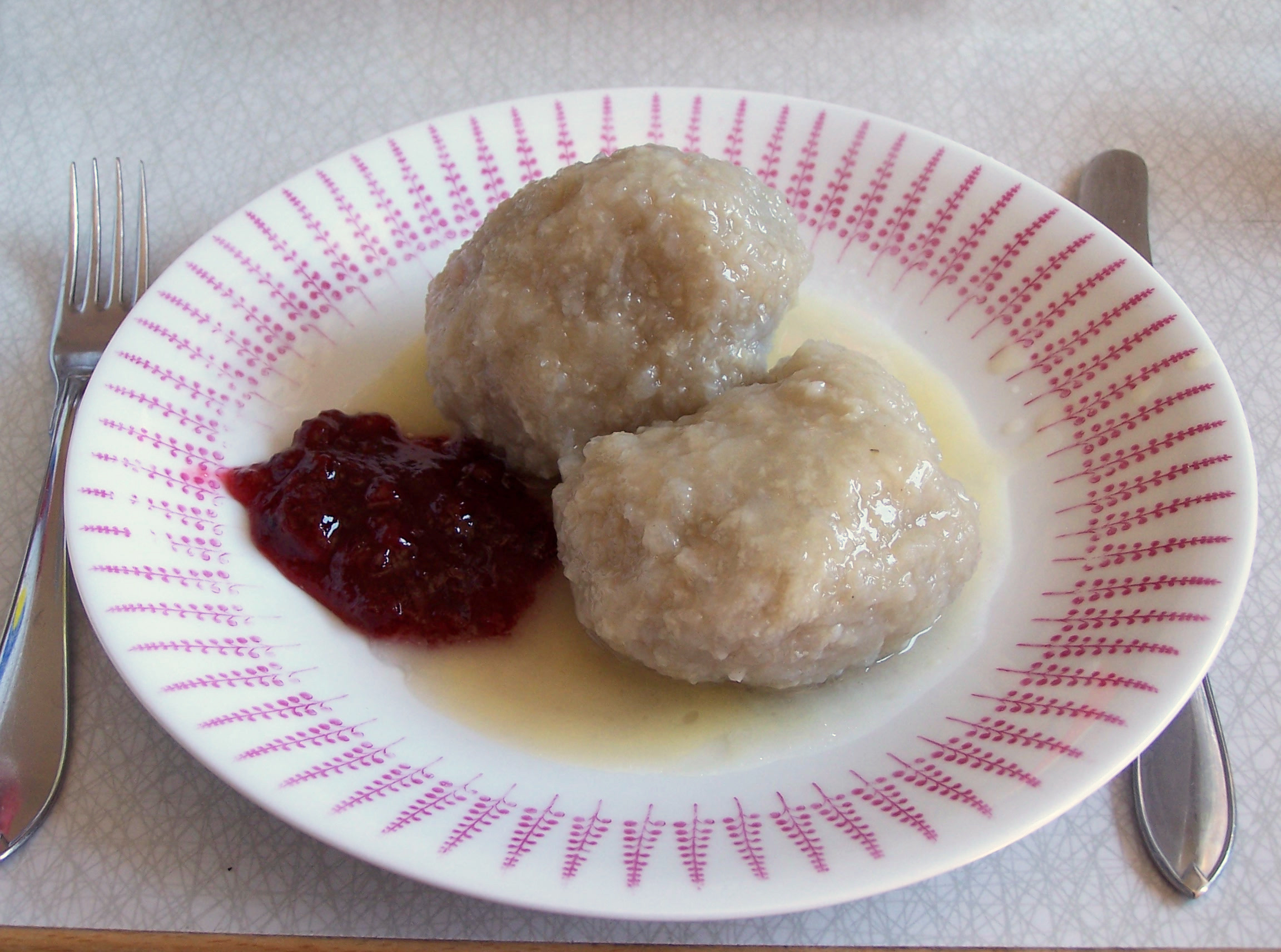
Blekingekroppkakor mit Preiselbeeren

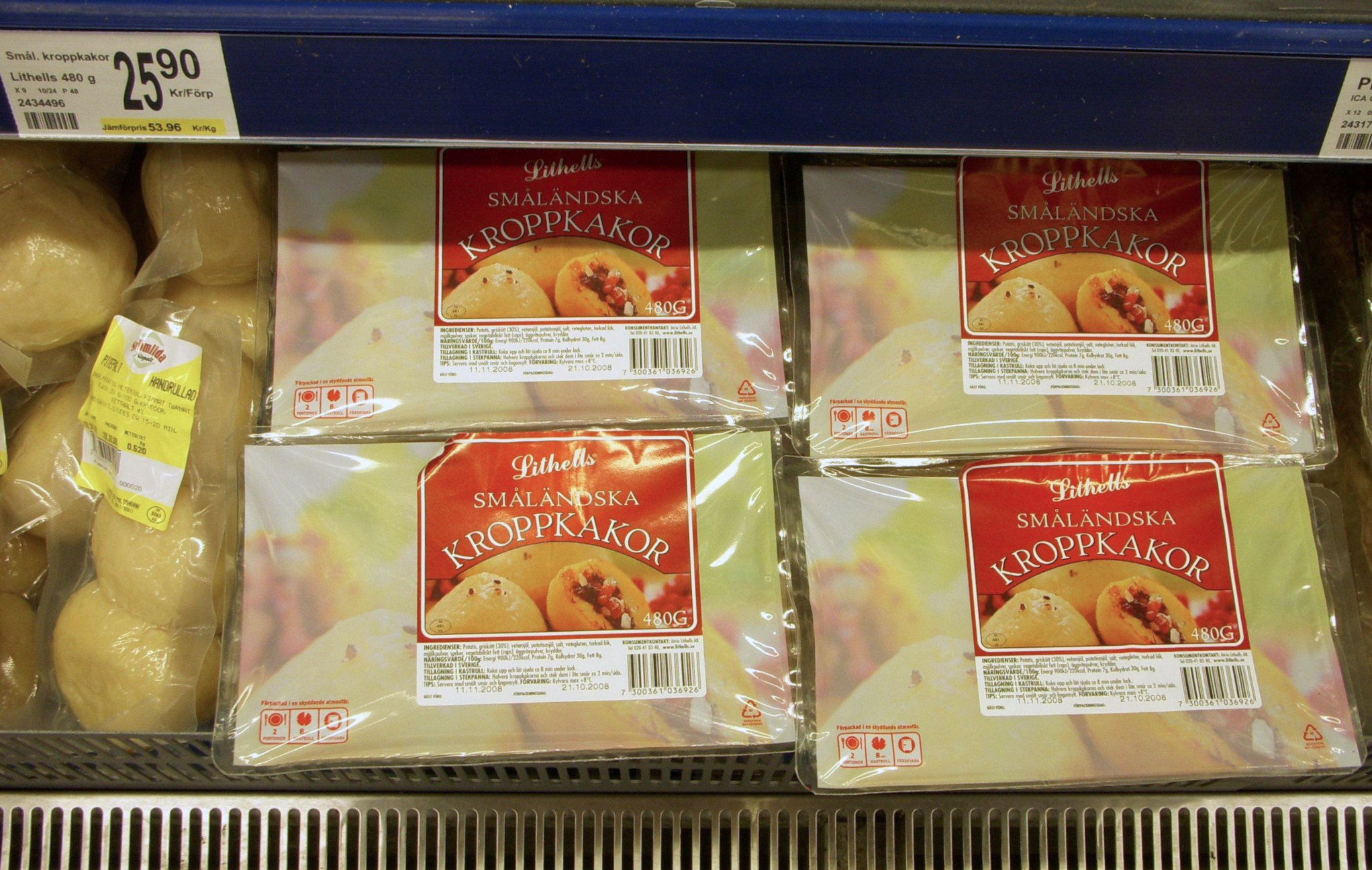
Smålandskroppkakor im Kühlregal

Kroppkaka (kroppkaka, plural: kroppkakor) ist ein Gericht der schwedischen Küche, das in unterschiedlichen Varianten hauptsächlich entlang der Küste Smålands, auf Öland, Gotland und in Blekinge vorkommt.
Kroppkakor sind eine Art Kartoffelklöße aus gepressten, gekochten oder roh geriebenen Kartoffeln, Mehl und Eiern, häufig mit Salz und Piment gewürzt. Typisch ist eine Füllung aus Speck- und Zwiebelwürfeln. Gewöhnliche Beilagen sind Preiselbeerkompott, Schlagsahne oder zerlassene Butter.
Ursprünglich im Südosten des Landes verbreitet, kann das Gericht nunmehr auch als Fertiggericht überall im Lebensmittelhandel erworben werden und gehört zur schwedischen Hausmannskost.

## Etymologie
Das Wort kroppkaka entstand in den 1820er Jahren und ist zusammengesetzt aus kropp und kaka. Kroppa und kroppning ist dialektal und bedeutet, einen Kloß (schwed. klimp) aus Mehl und Wasser in einer Suppe zu kochen. Kaka ist gleichbedeutend mit Kuchen oder Keks.

## Geschichte
Der Kroppkaka bestand ursprünglich aus einem gefüllten Fischkopf, der gekocht wurde. In Kalmar län und in Blekinge betrachtete man schon im 18. Jahrhundert die Kroppkakor als eine regionale Spezialität. Zu dieser Zeit wurden sie aus Weizen- oder Gerstenmehl zubereitet und beispielsweise mit Speckwürfeln oder Fischfleisch gefüllt. Nach dem Durchbruch des Kartoffelanbaus in Schweden in der Mitte des 19. Jahrhunderts wurde es üblich, den Kroppkaka aus gekochten und/oder roh geriebenen Kartoffeln zuzubereiten.

## Regionale Variationen
Der aus Blekinge stammende so genannte Blekingekroppkaka, auch grå (grauer) Kroppkaka genannt, enthält fast nur roh geriebene Kartoffeln. Auch auf Öland besteht der Kroppkaka hauptsächlich aus geriebenen Kartoffeln, während der Smålandskroppkaka überwiegend aus gekochten Kartoffeln zubereitet wird. Im Norden Schwedens gibt es ein ähnliches Gericht, das palt genannt wird.